# Yvonne Arnaud
Germaine Yvonne Arnaud (20 de dezembro de 1820 – 20 de setembro de 1958) foi uma pianista britânica-francesa, cantora e atriz. Após o início de uma carreira como concertista de piano quando criança, Arnaud atuou em comédias musicais. Ela também teve papéis dramáticas e fez filmes na década de 1930 e 1940; e continuou a atuar na década de 1950. Ocasionalmente atuou como pianista mais tarde em sua carreira.
Em 1920, Arnaud se casou com o ator Hugh McLellan, filho de C. M. S. McLellan.
Arnaud participou nos filmes Tomorrow We Live (1943) e Woman to Woman (1947) na década 1940.

## Filmografia selecionada
- Canaries Sometimes Sing (1930)
- On Approval (1930)
- Tons of Money (1930)
- A Cuckoo in the Nest (1933)
- Lady in Danger (1934)
- Widow's Might (1935)
- Stormy Weather (1935)
- The Gay Adventure (1936)
- The Improper Duchess (1936)
- Neutral Port (1940)
- Tomorrow We Live (1943)
- Woman to Woman (1946)
- The Ghosts of Berkeley Square (1947)
- Mon oncle (1958)